# Sarasara
Der Sarasara, auch Nevado Sarasara, alternative Schreibweise: Sara Sara, ist ein 5505 m (nach anderen Quellen: 5522 m) hoher Schichtvulkan im Südwesten von Peru. Der vergletscherte Berg ist Teil der Vulkankette Cordillera Ampato. Der letzte Ausbruch fand im Quartär statt.

## Lage
Der Sarasara befindet sich an der Grenze zwischen den Provinzen Parinacochas im Westen und Páucar del Sara Sara im Osten innerhalb der Region Ayacucho. Der Vulkan liegt knapp 240 km westnordwestlich der Stadt Arequipa sowie 95 km von der Pazifikküste entfernt. 60 km bzw. 90 km weiter ostsüdöstlich erheben sich die benachbarten Vulkane Solimana und Coropuna. 20 km westlich des Vulkans befindet sich der abflusslose See Laguna Parinacochas. Die Nordwest-, Nord- und Ostflanken werden über den Río Marán entwässert, die Westflanke gehört zum Einzugsgebiet der Laguna Parinacochas.

## Geologie
Der Sarasara entstand wie die benachbarten Vulkane aufgrund der Subduktion der Nazca-Platte unter die Südamerikanische Platte. Gemeinsam mit den Vulkanen Solimana und Coropuna bildet der Sarasara die sogenannte Central Volcanic Zone, einen vulkanischen Bogen am Westrand der Altiplano-Hochfläche. Er liegt vom Alter her zwischen dem der beiden anderen Vulkane, vermutlich aus dem Holozän. Das Auswurfgestein besteht aus Andesit, Dazit und Trachyandesit.

## Eruptionsgeschichte
Die letzte vulkanische Aktivität bilden zwei pyroklastische Ströme, deren Alter auf 44.500 bzw. 49.200 Jahre datiert wird.